# Annabring József
Annabring József (Szapáryliget, 1900. március 19. – Superior, 1959. augusztus 27.) Az egyetlen magyar származású, amerikai római katolikus megyéspüspök.

## Élete
Szapáryligeten született, 3 éves korában vándoroltak ki az Egyesült Államokba. Iskoláit Superiorban végezte és ott is szentelték pappá a Szent Szív Katedrálisban 1927. május 3-án. Az Amerikai Magyar Katolikus Liga fővédnöke volt. 1959. augusztus 27-én zenehallgatás közben hirtelen hunyt el, szívrohamban. Sírja a Calvary Cemetery-ben van, Superiorban.

## Amerikai szolgálati helyek
1927-1936 között Superiorban – Krisztus Király Plébánia – segédlelkész, majd ugyanitt 1936-tól plébános,  emellett az egyházi iskolában tanított, valamint edzőként is segített. 1935-1942 között az egyházi iskolák felügyelője. 1946-tól pápai prelátus. 1954. január 27-én megyéspüspökké nevezte ki XII. Piusz pápa. Püspökszentelése 1954. március 25-én volt.

## Forrás
- Dudás Róbert Gyula: Magyar katolikus papok Észak-Amerikában: az Amerikai Egyesült Államokban és Kanadában szolgálatot ellátott római és görög katolikus magyar, magyar származású, valamint magyarul beszélő lelkipásztorok történeti névtára 1825-2019 között. Budapest : METEM : Historia Ecclesiastica Hungarica Alapítvány, 2020. 14. p.